# Agustín Basave Benítez
Agustín Francisco de Asís Basave Benítez (Monterrey, Nuevo León, México, 21 de septiembre de 1958) es un académico, periodista, político y diplomático mexicano. Del 7 de noviembre de 2015 al 2 de julio de 2016 asumió la presidencia nacional del Partido de la Revolución Democrática, instituto político al que perteneció hasta el 27 de agosto de 2018, día en que presentó su renuncia como militante de dicho partido. Fue diputado federal por el PRD en la LXIII Legislatura y actualmente es profesor de la Universidad de Monterrey.

## Trayectoria
Es doctor en Ciencia Política por la Universidad de Oxford, Inglaterra, maestro en Administración Pública y Políticas Públicas en la Universidad de Purdue, Estados Unidos, y licenciado en Sistemas de Computación Administrativa del Instituto Tecnológico de Estudios Superiores de Monterrey, México. Ha sido profesor de la Facultad de Ciencias Políticas y Sociales de la Universidad Nacional Autónoma de México (UNAM), investigador del Instituto de Investigaciones Sociales de la UNAM y director fundador del Departamento de Ciencia Política del ITESM-CCM; después de ser invitado como académico distinguido, fue nombrado director de Posgrado de la Universidad Iberoamericana, y posteriormente jefe de la Oficina de Vinculación y Relaciones Externas; también fue profesor de tiempo completo en el Instituto Tecnológico Autónomo de México (ITAM). Fue articulista de los diarios Excélsior, Reforma y El Universal y actualmente escribe en Milenio y en Proceso. Fue también panelista en el programa de Canal Once "Primer Plano" y en la "Mesa Política" de Monitor, con José Gutiérrez Vivó, analista en FOROtv y la W Radio y director y conductor del programa "¿A qué le tiras...?" en EfektoTV.
Amigo y colaborador del Fallecido Luis Donaldo Colosio, fue diputado federal por Nuevo León en la LV Legislatura del Congreso de la Unión de México, secretario ejecutivo de la Conferencia Permanente de Partidos Políticos de América Latina y el Caribe (COPPPAL, 1994), director general de Desarrollo Político de la Secretaría de Gobernación (1994-1995) presidente nacional de la Fundación Colosio (1996-1997) y embajador de México en Irlanda (2001-2004). Militó en el Partido Revolucionario Institucional, pero renunció a él en enero del 2002, después de crear varios movimientos disidentes en aras de la refundación del PRI en un partido socialdemócrata. En 2005-2006 se sumó a la campaña de la Coalición por el Bien de Todos y en 2007-2008 fue presidente del Consejo Consultivo del Frente Amplio Progresista.
Fue presidente nacional del Partido de la Revolución Democrática, partido al que renunció el 27 de agosto de 2018, manifestando que ese partido ha perdido su brújula ética y que sin ella no podrá salir del extravío al que lo llevaron la corrupción y el alejamiento de las luchas y causas sociales que motivaron su fundación en 1989.

## Cargos públicos
En su quehacer público destacan los siguientes cargos:
- Diputado federal por Nuevo León, secretario de la Comisión de Programación y Presupuesto y
- Presidente de la Comisión de Asuntos Fronterizos de la Cámara de Diputados (1991-1994).
- Consejero de Luis Donaldo Colosio en su campaña como candidato presidencial (1993-1994).
- Secretario ejecutivo de la Conferencia Permanente de Partidos Políticos de América Latina y el Caribe (1994).
- Miembro fundador del Grupo San Ángel (1994).
- Director general de Desarrollo Político de la Secretaría de Gobernación (México) (1994-1995).
- Presidente nacional de la Fundación Colosio, A.C. (1995-1997).
- Fundador del Movimiento Renacentista y dirigente de la Corriente Renovadora del PRI (1997-1999).
- Miembro de la Comisión de Estudios para la Reforma del Estado en el equipo de transición (2000).
- Embajador de México en Irlanda (2001-2004).
- Candidato a diputado federal plurinominal de la Coalición PBT (2006).
- Presidente del Consejo Consultivo del FAP (2007-2008).
- Presidente nacional del Partido de la Revolución Democrática. PRD (renuncia el 2 de julio de 2016).
- Diputado federal del PRD (2015-2018).
- Coordinador de asesores en la campaña de Ricardo Anaya Cortés, candidato a la Presidencia de la República de la coalición "Por México al Frente".[1]

## Libros
- México mestizo (Fondo de Cultura Económica, México, 1992 y 2002)
- Historia silenciosa (Cámara de Diputados México, México, 1994)
- Soñar no cuesta nada (Ediciones Castillo, Monterrey, 1997)
- El sueño es vida (Ediciones Castillo, Monterrey, 2001)
- Antología de Andrés Molina Enríquez, Con la Revolución a cuestas (Fondo de Cultura Económica, México, 1998).
- El Nacionalismo (Nostra, México, 2006).
- Mexicanidad y esquizofrenia (Océano, México, 2010 y 2011).
- La cuarta socialdemocracia (Catarata, Madrid, 2015).

## Artículos o capítulos en libros académicos
- "Las fronteras del multiculturalismo: universalismo axiológico y particularismo nacional", en El multiculturalismo: una visión inacabada, desde la reflexión teórica hasta los casos específicos (Plaza y Janés, México, 2008)
- "Parlamentarismo: la madre de todas nuestras reformas", en La agenda de la democracia en México (Ed. Casa Juan Pablos-CNU, México, 2012).